# Crawler
Crawler (englisch Kriecher) ist das vierte Studioalbum der englischen Post-Punk-Band Idles. Das Album wurde am 12. November 2021 über Partisan Records veröffentlicht.

## Entstehung
Als der Band klar wurde, dass sie wegen der andauernden COVID-19-Pandemie nicht auf Tournee gehen können, entschloss sich die Band, neue Songs zu schreiben. Nachdem die ersten Ideen fertig waren stellten die Musiker fest, dass die guten davon allesamt recht düster klangen. Also Folge davon begannen die Bandmitglieder, lange Gespräche über die musikalischen und textlichen Inhalte zu führen. Während überwiegend zunächst erst die Musik geschrieben wurde und erst danach die Texte war es bei Liedern wie Car Crash und The Beachland Ballroom genau umgekehrt. Für Crawler wollte die Band sich musikalisch neu aufstellen. Laut Mark Bowen errichteten Idles mit dem Vorgänger Ultra Mono einen „Zenit, eine runterdestillierte Version der Band-Identität“.
Aufgenommen wurde das Album in Peter Gabriels Real World Studios in Bath. Als Co-Produzent wurde Kenny Beats verpflichtet, der zuvor eher im Hip-Hop-Bereich gearbeitet hat und auf diesem Album mit dem Gitarristen Mark Bowen zusammen arbeitete. Der Studioaufenthalt verlief nicht ohne Komplikationen. Am vierten Tag entschloss sich die Band, sämtliche Gitarren neu aufzunehmen, da sie zu sehr nach dem Vorgängeralbum klangen. Colin Webster von der Band Sex Swings spielt bei dem Lied Meds das Saxofon. Für die Lieder The Beachland Ballroom und Car Crash wurden Musikvideos veröffentlicht.

## Hintergrund
Sänger Joe Talbot bezeichnete Crawler als den „perfekten Albumtitel“, da er sich selbst entscheiden musste, ob er „weiterkriechen oder aufstehen“ wollte. Nach eigener Aussage habe Talbot die letzten 15 Jahre „auf den Knien kriechend“ verbracht und mehrere Traumata durchlebt. Diese hätten ihn als „gebrochenen Mann geformt“, aber er wäre als stärkere Person herausgekommen. Gleichzeitig hätte er durch eine Therapie erfahren, dass er auf die falschen Menschen wütend gewesen wäre. Der Fehler hätte nicht bei den Kritikern, sondern bei ihm selbst gelegen.
Das erste Lied MTT 420 RR handelt von einem Beinahezusammenstoß von Joe Talbot mit einem Motorradfahrer. Talbot fuhr high auf nächtlicher Straße, als der Motorradfahrer mit geschätzten 120 oder 130 Meilen pro Stunde nur rund einen halben Fuß an seinem Auto vorbeifuhr. Der Liedtitel ist das Modell des Motorrads, einem MTT Turbine Superbike. In The Wheel beschreibt Joe Talbot, wie er als zehnjähriger Junge seine bewusstlose Mutter einmal anflehte, mit dem Trinken aufzuhören. Im Refrain wird angesprochen, wie sich solche Abhängigkeiten zyklisch in Familien weitergegeben werden. Bei dem Lied The New Sensation kritisiert Joe Talbot den britischen Finanzminister Rishi Sunak, der Künstler während der COVID-19-Pandemie dazu aufrief, andere Jobs anzunehmen, anstatt sie finanziell zu unterstützen.
Stockholm Syndrome handelt davon, dass es gefährlich ist, andere Menschen wegen ihrer Abhängigkeiten zu beurteilen. In diesem Moment wird man zum Heuchler, da es sich um einen Fehler handelt. In The Beachland Ballroom geht es darum, sich verloren zu fühlen und damit umzugehen. Im Titellied Crawl geht es darum, dass Menschen, die mit Abhängigkeit kämpfen, klar sein muss, dass sie selbst Verantwortung für ihre Taten und die Menschen übernehmen, die sie im Stich lassen. In Progress singt Joe Talbot davon, wie er realisiert, dass er sich in einem selbstzerstörerischen Zyklus befindet. Der Text von Wizz beinhaltet Textbotschaften von Joe Talbots ehemaligen Drogendealer. Mit dem Lied The End zieht Talbot das Fazit, dass er nach der Verarbeitung seiner Traumata zum Schluss gekommen ist, dass das Leben schön wäre.

## Rezeption

### Rezensionen
Jonas Silbermann-Schön vom deutschen Magazin Visions schrieb, dass das „experimentelle Ergebnis wie Rausch, Kater, kalter Entzug und Katharsis zugleich wirkt“. Sänger Joe Talbot würde, gerade weil er „seine Seele so schonungslos von innen nach außen stülpt, das Gefühl vermitteln, dass man trotz traumatischer Erfahrungen auch wieder Freude am Leben haben kann“. Silbermann-Schön vergab zehn von zwölf Punkten. Laut Christian Kollasch vom deutschen Onlinemagazin laut.de wartet Crawler „mit einigen der raffiniertestens Songs im Idles-Repertoire auf“ und die Experimente würden „größtenteils glücken“. Crawler wäre „ein Album mit 14 durchzechten Nächten“, aber müde wäre die Band „noch lange nicht“.

### Chartplatzierungen
| ChartsChartplatzierungen     | Höchstplatzierung | Wochen |
| ---------------------------- | ----------------- | ------ |
| Deutschland (GfK)            | 15 (2 Wo.)        | 2      |
| Österreich (Ö3)              | 32 (1 Wo.)        | 1      |
| Schweiz (IFPI)               | 65 (1 Wo.)        | 1      |
| Vereinigtes Königreich (OCC) | 6 (3 Wo.)         | 3      |

### Bestenlisten
| Publikation | Liste                          | Werk    | Platz |
| ----------- | ------------------------------ | ------- | ----- |
| laut.de     | Die 50 Alben des Jahres        | Crawler | 7     |
| Kerrang!    | The 50 Best Albums of 2021     | Crawler | 29    |
| Visions     | Die 25 besten Musikvideos 2022 | Crawl!  | 1     |

## Musikpreise
| Jahr | Kategorie             | für     | Resultat  |
| ---- | --------------------- | ------- | --------- |
| 2023 | Best Rock Performance | Crawl!  | Nominiert |
| 2023 | Best Rock Album       | Crawler | Nominiert |

| Jahr | Kategorie         | für       | Resultat  |
| ---- | ----------------- | --------- | --------- |
| 2022 | Best Rock Record  | Crawler   | Gewonnen  |
| 2022 | Video of the Year | Car Crash | Nominiert |